# Keeping Your Head Up
„Keeping Your Head Up” – singel angielskiej piosenkarki Birdy zapowiadający jej trzeci album studyjny Beautiful Lies (2016). Utwór został napisany przez samą piosenkarkę we współpracy ze Steve’em Makiem i Wayne’em Hectorem, a wyprodukowany przez Birdy i Maca. 
28 stycznia 2016 wydano teledysk do utworu w reżyserii Chrisa Turnera.

## Pozycje na listach

### Notowania tygodniowe
| Notowanie (2016)                                 | Najwyższa pozycja |
| ------------------------------------------------ | ----------------- |
| Austria (Singles Top 75)                         | 44                |
| Belgia (Ultratop 50 (Flandria))                  | 47                |
| Belgia (Ultratop 50 Singles (Walonia))           | 46                |
| Francja (Top 200 Singles)                        | 87                |
| Holandia (Singles Top 100)                       | 75                |
| Irlandia (Top 100 Singles)                       | 48                |
| Niemcy (Single Chart)                            | 34                |
| Szwajcaria (Singles Top 75)                      | 47                |
| USA (Hot Rock Songs)                             | 30                |
| Wielka Brytania (Official Singles Chart Top 100) | 57                |

## Certyfikaty i sprzedaż
| Kraj                  | Certyfikat      | Sprzedaż |
| --------------------- | --------------- | -------- |
| Niemcy (BVMI)         | złota płyta     | 200 000+ |
| Polska (ZPAV)         | złota płyta     | 25 000+  |
| Wielka Brytania (BPI) | platynowa płyta | 600 000+ |